# Jaegerinopsis
Jaegerinopsis là một chi rêu trong họ Pterobryaceae.